# Manuel Godoy
Manuel Godoy y Álvarez de Faria Sanchez Ríos Zarzosa (ur. 12 maja 1767 w Badajoz, zm. 4 października 1851 w Paryżu) – hiszpański szlachic i polityk zwany „księciem Pokoju” (hiszp. Príncipe de la Paz). Książę de Sueca, I markiz, a następnie I książę de Alcudia, hrabia de Evoramonte i baron de Mascalbó. Związany z dworem hiszpańskich Burbonów Karola IV i Marii Luizy. Pierwszy sekretarz stanu w latach 1792–1798 oraz wpływowa szara eminencja w latach 1800–1808.

## Życiorys
Urodził się jako syn José de Godoya y Sáncheza de los Ríos, zubożałego pułkownika z arystokratycznymi korzeniami pochodzącego z Estremadury. Jego matką była Maria Antonia Justa Álvarez de Faria y Sánchez-Sarzosa, której rodzina pochodziła z Elvas w Portugalii i Alburquerque w Hiszpanii. W 1784, w wieku 17 lat, Godoy przeniósł się do Madrytu i wstąpił do gwardii królewskiej, stanowiącej eskortę króla i jego rodziny. Nie wiadomo, w jaki sposób szybko trafił do bliskiego kręgu książąt Asturii – następcy tronu przyszłego króla Karola IV i jego żony Marii Ludwiki i zdobył ich absolutne zaufanie. Według legendy Godoy był kochankiem Marii Ludwiki, nie ma na to jednak przekonujących argumentów. Bardziej prawdopodobne wydaje się, że poznał książęcą parę podczas przypadkowego zdarzenia we wrześniu 1788 roku: w czasie eskorty książąt Godoy spadł z konia, ale jego szczególna umiejętność okiełznania wierzchowca zwróciła uwagę książąt.
Kiedy książę Karol objął tron w grudniu 1788, Godoy szybko awansował na dworze i w armii. 30 grudnia 1788 otrzymał urząd pałacowego Cadete supernumerario. W maju 1789 awansował na pułkownika. W listopadzie 1789 został kawalerem Orderu św. Jakuba. W lutym 1791 otrzymał urząd mariscal de campo, w marcu – gentilhombre de cámara, a w lipcu został kawalerem Wielkiego Krzyża Orderu Karola III. W niecałe trzy lata osiągnął szczyt kariery wojskowej – 23 maja 1793 został awansowany na kapitana generała.
W 1792 został pierwszym sekretarzem stanu. Wewnątrz kraju kontynuował politykę „światłego absolutyzmu” króla Karola III. Na zewnątrz został zmuszony do wojny z Francją – w 1795 zawarł pokój w Bazylei i odnowił dobre stosunki z Paryżem. Za swoje zasługi otrzymał tytuł „księcia Pokoju”. Popadł w pozorną niełaskę i w 1798 stracił urząd pierwszego sekretarza. Jako faworyt królowej Marii Ludwiki pozostał nadal szarą eminencją polityki hiszpańskiej. W 1797 królowa Maria Ludwika zaaranżowała małżeństwo Godoya ze swoją krewną, spowinowacając go z rodziną królewską. 2 października 1797 w Escorial ożenił się z Marią Teresą de Borbón y Vallabriga, kuzynką Karola IV, córką z morganatycznego małżeństwa jego wuja wygnanego z dworu – Ludwika Antoniego. Z Marią Teresą doczekał się jednego dziecka – córki: Carloty Luisy Manueli de Godoy y Borbón (ur. 7 października 1800, zm. 13 maja 1886), 2. księżnej Sueca, 2. markizy Boadilla del Monte, 2. hrabiny Evoramonte.
W 1801 odzyskał dawne stanowisko i próbował sprzymierzyć się z Napoleonem Bonaparte przeciw Portugalii. Między majem a lipcem 1801 roku na granicy hiszpańsko-portugalskiej miał miejsce wojskowy epizod nazywany wojną pomarańczy. Była to kampania zorganizowana przez Godoya dla wsparcia wojsk francuskich, które najechały Portugalię, próbując tym samym zerwać jej tradycyjny sojusz z Wielką Brytanią i uniemożliwić Anglikom korzystanie z jej portów. Epizod zakończył się pokojem w Badajoz w czerwcu tego roku, piętnaście dni po rozpoczęciu inwazji. Konflikt zawdzięcza swoją nazwę bukietowi z gałęzi pomarańczy, który Godoy wysłał królowej Marii Ludwice, kiedy zajął miasto Olivenza. To wydarzenie upamiętnia portret autorstwa Francisca Goi pt. Manuel Godoy jako książę Pokoju. W 1808 w wyniku zamieszek w Aranjuez został ponownie pozbawiony urzędu i udał się na wygnanie do Francji. W 1828 w Paryżu zmarła jego żona, Maria Teresa, a rok później ożenił się ze swoją długoletnią kochanką – Pepitą Tudó (mianowaną 1. hrabiną Castillo Fiel). Jeszcze na długo przed ślubem Pepita urodziła mu dwóch synów: Manuela Luisa de Godoy de Bassano y Tudó (ur. 29 marca 1805, zm. 24 sierpnia 1871), który odziedziczył tytuł matki, oraz Luisa de Godoy de Bassano y Tudó (ur. 1807, zm. 1818). Zmarł na wygnaniu we Francji 4 października 1851.
Manuel Godoy kolekcjonował dzieła sztuki, posiadał m.in. Wenus z lustrem Velázqueza. Cenił Francisca Goyę, zamówił u niego alegoryczne tonda, portret swojej żony, hrabiny Chinchón i najprawdopodobniej portrety Maja naga i Maja ubrana.